# 윤훤
윤훤(尹暄, 1573년 ~ 1627년 2월 15일)은 조선 중기의 문신, 군인, 작가이다. 본관은 해평으로, 자는 차야(次野), 아호는 백사(白沙)이다. 해흥군(海興君)에 봉군되고 황해도관찰사, 부체찰사 등을 역임했으나 정묘호란때의 철군 문제로 사형당하였다.
1614년(광해군 6년) 8월 27일 위성원종공신 3등(衛聖原從功臣三等)에 책록되었다. 선조 때의 영의정 윤두수의 아들이자, 윤방의 동생이며, 선조의 부마 윤신지의 숙부이다. 구한 말의 정치인 좌옹 윤치호의 8대 방조이며, 윤보선의 9대 방조가 된다. 성혼의 문인이다.

## 생애

### 생애 초반
1573년 오음 윤두수와 황씨의 아들로 태어났다. 할아버지는 군자감정 윤변이고, 아버지 윤두수는 영의정을 지냈으며, 어머니는 황씨로 황대용(黃大用)의 딸이다. 숙부는 좌찬성을 지낸 윤근수이다.
우계 성혼을 찾아가 그의 문하에서 수학하였다.
1590년(선조 23년) 진사시험에 합격하고, 1592년(선조 25년) 4월 임진왜란이 터지고 선조가 의주로 피신할 때 호종하고 이듬해 선조와 일행을 따라 환도했다. 1597년(선조 30년) 정시문과(庭試文科)에 을과로 급제, 사관 등을 지냈다.

### 관료 생활
그 뒤 임진왜란을 거쳐 1598년(선조 31) 홍문록(弘文錄)에 선발되었다. 그러나 그의 홍문록 선발에는 아버지의 입김이 작용했다는 설도 있다. 1599년 춘추관기사관(記事官), 그해 12월 호조좌랑, 1600년 부수찬, 수찬, 그해 7월 다시 부수찬이 되고, 10월 비변사에서 유장(儒將) 16인을 선발할 때 한사람으로 천거되었다. 1601년 2월 다시 부수찬에 임명되고 이조 좌랑을 거쳐 그해 빈전 도감·국장 도감·산릉 도감 관계자들에게 포상할 때 가자되었다.
1603년 성균관직강, 1604년 세자 시강원 문학(世子侍講院文學), 장악원 첨정을 거쳐 그해 6월 삼척 부사(三陟府使)로 부임하였다. 1604년(선조 37년) 호성원종공신 3등(扈聖原從功臣三等)에 책록되었다. 1605년 동래부사(東萊府使)가 되었다.

### 파직과 복직
1605년 동래부사 재직 중 송상현을 추모하기 위한 사당(祠堂)을 세웠으며 1624년 충렬사라는 사액을 받고 동시에 부산진첨사 정발도 추향하였다. 동래부사 재직 당시 선정을 베풀어 선정비가 세워지기도 했다.
1609년 정주 목사(定州牧使), 1611년 승정원동부승지를 거쳐 1612년 황해도관찰사로 부임하였다. 1614년(광해군 6년) 8월 27일 위성원종공신 3등(衛聖原從功臣三等)에 책록되었다. 그러나 황해도관찰사로 재직 중 김직재의 옥사 당시 죄인 김직재(金直哉)를 압송할 때 후대하였다가 탄핵을 받고 파직당했다. 그 뒤 관직에 복귀, 1617년 경상도관찰사가 되었고, 1620년 한성부 우윤을 거쳐 강화 부윤(江華府尹)으로 나아갔다. 1623년 3월의 인조반정을 지지하였다.

### 인조 반정 이후
인조반정 이후 1624년 인조의 책봉을 받는 책봉주청사가 명나라에 파견될 때 주청부사(奏請副使)로 명나라에 다녀왔고, 귀국 후 병조 참의가 되었다. 또한 명나라에서 책봉을 성사시킨 공로로 상으로 노비 5구와 토전 15결을 하사받고 가자되었다.
그해 9월 동지의금부사, 10월 경연특진관을 거쳐 1625년 대사간이 되었다가 평안도관찰사로 도임했다.

### 정묘호란과 패퇴
1627년 정묘호란이 일어나자 부체찰사(副體察使)로서 적과 싸웠으나, 안주(安州)를 빼앗겼다. 평안감사였던 윤훤은 적병이 가까이 오는데도 계엄을 펴지 않아 군민이 모두 흩어져버렸다.
당시 평양성에는 평안감사 윤훤이 6000여 명의 병력을 확보하고 있었는데, 인근 수령들이 병력을 이끌고 평양으로 집결하면서 병력은 총 8000명에 달했다. 그러나 이들은 정예병이 아니라 민가에서 강제로 징발된 오합지졸들이었다.
그가 성을 지키는 계책을 내놓았다. 그런데 하루는 군사들이 호패를 풀어서 성(城) 위에 쌓아 두고서 떠들썩하게, "호패가 적의 침략을 막을 수 있는데 우리들이 어찌 싸우겠느냐?"라고 말했고, 드디어 군사가 궤멸하기 시작하였다.
후금군이 평양성 밖으로 집결하면서 안주성이 무너졌다는 소식이 전해지자 성내의 군민들 중에는 도주자가 속출했다. 후금군이 성 밖에서 공격태세를 취했을 때 응전한 조선군은 2000명에 불과했으며, 그나마 대부분이 노약자들이었다. 적의 예봉을 피한 후 후미를 공격하자는 종사관 홍명구(洪命耉)의 건의에 따라 윤훤은 병력을 성천으로 이동시켰다. 평양성의 병력이 이동했다는 기미를 간파한 후금군은 평양성을 공격하지 않고 바로 대동강을 건너 황주로 진격했다.
황주는 조선의 제2방어선으로, 황해병사 정호서가 지휘하는 5000여 명의 병력이 안주에서 평양을 거쳐 남하하는 후금군을 저지할 태세를 갖추고 있었다. 그러나 지휘관 정호서는 윤훤이 평양성 방어를 포기하고 성천으로 병력을 옮겼다는 소식을 듣고 소수의 병력으로 후금군의 남하를 저지할 수 없다며 병력을 봉산으로 후퇴시켰다. 이로써 황주를 중심으로 한 조선의 제2방어선은 싸움 한번 못해본 채 붕괴되고 말았다.

#### 서얼, 상민들의 출전 거부
후금군이 평안도 안주까지 남하했을 때 평안감사 윤훤은 안주성을 수호할 계책을 수립했다. 물론 그 계책의 모든 것은 병사들이 목숨 걸고 항전한다는 전제가 깔려 있었다. 그러나 어느 날 병사들이 호패를 성 위에 쌓아놓고 "호패가 적의 침략을 막을 수 있는데 우리들이 어찌 싸우겠느냐?"라고 싸우는 것을 포기했다는 것이다. 호패에 양반과 서얼, 상민, 노비를 구분해서 써 놓았는데, 우리들 서얼, 상민, 노비들은 나가서 싸우지 못하겠으니 너희들 양반 사대부들이 나가서 싸우라는 이야기나 마찬가지였다.
그렇게 호패법에 불만을 품은 백성들이 항전을 포기하자 안주성이 순식간에 붕괴되고 만다.

### 최후
병력과 장비 등의 부족등 종사관 홍명구의 건의를 받아들여 평양에서 철군하여 성천(成川)으로 후퇴하였다. 이때 황해병사 정호서도 황주를 버리고 퇴각하였다.
이 소식을 접한 조정은 크게 놀라 그를 해임하고, 김기종을 윤훤 대신 평안감사에, 신경원을 남이흥 대신 병사로, 이익을 정호서 대신 황해병사로 삼았다. 그리고 정충신을 병사로 삼아 부원수를 겸직시켰다.
정호서도 싸우지 않고 황주에서 철군하는 등 다른 관료들까지 후퇴하자 전세를 불리하게 하였다 하여 의금부에 투옥당하였다. 곧 형인 윤방을 비롯하여 조카 윤신지의 아내이며 인조의 고모인 정혜옹주가 구명운동을 벌였으나 강화도에서 사형, 효시(梟示)되었다.
한성부의 자신의 처조카 심명세의 집에서 바둑을 두고 있었는데, 그의 효수 명령이 전달되자 함께 바둑을 두던 심명세는 애통해하였다. 그러나 그는 마지막 한 수의 바둑을 두고는 '내가 작죄(作罪)할 마음은 없었으나 어쩔수 없이 일을 그르쳤으니 어명에 승복함이 마땅하다'며 형리에게 담배 한대를 피우겠다는 부탁을 한 뒤, 순순히 오랏줄을 받고 끌려갔다. 그의 나이 향년 54세였다.

### 사후
참수된 그의 목은 군문(軍門)에 효수되었다. 그는 군율대로 처형하였지만 인조는 특명을 내려 부조하였다. 그의 아들 윤순지(尹順之)가 인조의 시종신이자 총애받는 측근이었으므로 인조는 전례에 의하여 부조하고 관판(棺板) 1부(部)를 내렸다.

## 가족 관계
| - 조부 : 윤변(尹忭, 1493~1549) - 조모 : 성주 현씨(星州 玄氏, ?~1584) - 현윤명의 딸 - 아버지 : 윤두수(尹斗壽, 1533~1601) - 외조부 : 황대용(黃大用) - 외조모 : 온양 정씨(溫陽 鄭氏) - 정백붕의 딸 - 어머니 : 창원 황씨(昌原 黃氏, ?~1592) - 형 : 윤방(尹昉, 1563~1640) - 형 : 윤흔(尹昕, 1564~1638) - 형 : 윤휘(尹暉, 1571~1644) - 누이 : 이수(李岫)에게 하가 - 누이 : 신함(申涵)에게 하가 | - 부인 : 심숙신(沈淑愼, 1574~1648) - 심의겸의 딸 - 장남 : 윤순지(尹順之, 1591~1666) - 며느리 : 반남 박씨(潘南 朴氏, 1589~1658) - 박동열의 딸 - 차남 : 윤원지(尹元之, 1596~1641) - 며느리 : 동복 오씨(同福 吳氏) - 3남 : 윤징지(尹澄之, 1601~1663) - 며느리 : 문화 류씨(文化 柳氏) - 며느리 : 안동 권씨(安東 權氏) - 4남 : 윤의지(尹誼之, 1605~1666) - 며느리 : 고성 이씨(固城 李氏, ?~1647) - 이박의 딸이며 인조의 이종 사촌동생 - 장녀 : 해평 윤씨(海平 尹氏) - 사위 : 신면(申冕, 1607~1652) - 동양위 신익성과 선조의 딸 정숙옹주의 아들 |

## 저서와 작품
그의 문집은 백사집이고, 호가 같은 백사였던 이항복의 백사문집 서문을 쓰기도 했다.
- 《백사집》(윤훤 작)
- 이항복의 백사집 서문

## 같이 보기
| - 병자호란 - 정묘호란 - 정축하성 - 성혼 - 김장생 - 김집 - 심의겸 - 안방준 - 이귀 - 이시백 - 이경석 - 송시열 - 송준길 - 원두표 | - 인조 반정 - 인목대비 폐모 사건 - 윤덕영 - 윤택영 - 윤용선 - 윤방 - 윤흔 - 윤휘 - 윤순지 - 윤신지 - 윤근수 - 윤두수 - 윤춘수 |